# Mark Shaw
Mark Shaw (ur. 26 grudnia 1971 w Aberdeen) – brytyjski kierowca wyścigowy.

## Kariera
Shaw rozpoczął karierę w wyścigach samochodowych w 1991 roku od startów w Brytyjskiej Formule First. Z dorobkiem 40 punktów uplasował się tam na ósmej pozycji w klasyfikacji generalnej. W późniejszych latach pojawiał się także w stawce Brytyjskiej Formuły 3, Formuły 3000 oraz Włoskiej Formuły 3000.
W Formule 3000 Brytyjczyk wystartował w dziesięciu wyścigach sezonu 1998 z brytyjską ekipą Redman & Bright F3000. Jednak nigdy nie zdobył punktów. Został sklasyfikowany na 38 miejscu w końcowej klasyfikacji kierowców.